# Eddie the Eagle – Alles ist möglich
Eddie the Eagle – Alles ist möglich (Originaltitel: Eddie the Eagle) ist eine britisch-US-amerikanisch-deutsche Sport-Filmbiografie über den britischen Skispringer Michael Edwards aus dem Jahr 2015. Regie führte Dexter Fletcher, das Drehbuch schrieben Sean Macaulay und Simon Kelton. Seine Weltpremiere hatte der Film am 12. Dezember 2015 beim Butt-Numb-A-Thon Film Festival. In den Vereinigten Staaten kam die Filmkomödie am 26. Februar 2016 und in Deutschland am 31. März 2016 in die Kinos.

## Handlung
Der kleine Junge Michael Edwards – von seinen Eltern nur „Eddie“ genannt – hat den großen Traum, zu den Olympischen Spielen zu fahren. Seine Mutter belächelt ihn dafür, hält ihn aber nicht davon ab, frühmorgens das Haus zu verlassen, um an der Bushaltestelle auf den Bus zu warten, sondern gibt ihm stattdessen eine leere Keksdose für die Medaillen mit, die er gewinnen will. Dort sammelt ihn sein Vater ein und versucht, ihm sein Vorhaben auszureden. Eddie trägt aus medizinischen Gründen eine Schiene am linken Knie, die ihm sportliche Aktivitäten unmöglich macht. 
Einige Jahre später ist sein Knie genesen, und er ist nicht mehr auf die Gehhilfe angewiesen. Er versucht sich daraufhin in verschiedenen olympischen Disziplinen. Die dafür nötigen Geräte hat er sich selbst provisorisch zusammengebaut. Unter anderem versucht er, in der Gasse hinter dem Haus mit einer großen Holzlatte Stabhochsprünge zu trainieren, übt das Gewichtheben mit Farbeimern und will eine Karriere als Speerwerfer starten. Bei seinen Versuchen geht ständig die Brille kaputt und er sammelt die Bruchstücke in der Keksdose. Als Eddie mit dem Speer ein Fenster einwirft, neben dem sein Vater steht, wird es diesem zu bunt. Er wäscht seinem Sohn den Kopf und spricht ihm jedes sportliche Talent ab. Der Vater nimmt Eddie mit zu seiner Arbeitsstelle als Verputzer, damit er einen anständigen Beruf erlernt. 
Neben der Baustelle befindet sich allerdings eine Sommer-Skipiste. Als Eddie diese sieht, wird ihm klar: Seine Bestimmung liegt nicht in den Olympischen Sommerspielen. Stattdessen setzt er sich nun in den Kopf, an den Winterspielen teilzunehmen.
Tatsächlich zeigt Eddie beim Skifahren Talent. Er gewinnt einige Nachwuchs-Wettbewerbe und sammelt Pokale. Er schafft es sogar in die Fördergruppe des Britischen Olympischen Auswahlkomitees. Bei der Präsentation der Sportlergruppe vor potenziellen Sponsoren stolpert Eddie und bringt damit die anderen Skifahrer zu Fall. Der Vorsitzende des Komitees, Dustin Target, nimmt ihn anschließend zur Seite und macht ihm klar, dass Eddie niemals für den Kader der Olympischen Winterspiele ausgewählt werden wird. Daraufhin will er die Skier an den Nagel hängen. Als er die Poster der Winterspiele in seinem Zimmer von der Wand reißt, fällt ihm das Bild einer Skisprungschanze ins Auge. Damit ist seine Idee geboren, Skispringer zu werden. Er findet heraus, dass Großbritannien kein Skispringer-Team hat, und sieht dies als seine große Chance an. Trotz der Einwände seiner Eltern reist er nach Garmisch-Partenkirchen, wo sich das Trainingscamp der weltbesten Skispringer befindet. Die Athleten dort nehmen ihn nicht ernst und verlachen ihn. Da er kein Geld für ein Hotelzimmer hat, schläft er in einer Abstellkammer des Cafés im Camp, wo ihn die Wirtin Petra findet.
Sie findet den sichtlich nervösen Eddie sofort sympathisch und lässt ihn weiter in der Kammer schlafen, wenn er als Gegenleistung in der Wirtschaft hilft. Edwards unternimmt die ersten Sprungversuche auf der 15-Meter-Übungsschanze. Einige Stürze später lernt er den Pistenpfleger Bronson Peary kennen, der Eddie aber nicht ernst nimmt. Von Petra erfährt Eddie, dass Peary selbst ein talentierter Skispringer war, der auch im amerikanischen Olympiakader stand, letztlich aber an seiner mangelnden Disziplin gescheitert ist und vom Trainer des Olympiateams aus der Mannschaft geworfen wurde. Edwards versucht, ihn als Trainer zu gewinnen, Peary lehnt das aber ab. Nach einer kleinen Schlägerei zwischen Peary und dem Trainer der norwegischen Athleten bringt Peary Eddie einige Grundlagen über das Skispringen bei.
Voll motiviert schafft Eddie daraufhin seine erste sturzfreie Landung von der Übungsschanze und wagt sich sogleich an die 40-Meter-Schanze. Als er auch dort sauber landet, sucht er Bronson Peary auf und versucht ein weiteres Mal, ihn vom Trainerjob zu überzeugen, da er unbedingt die 70-Meter-Schanze meistern will, die der olympischen Norm entspricht. Dort stürzt er allerdings schwer und wacht im Krankenhaus auf. Peary besucht ihn und merkt, dass er ihm sein Vorhaben ohnehin nicht ausreden kann. Er will verhindern, dass Edwards nochmal stürzt und dabei ums Leben kommt, und verspricht, ihm das Landen beizubringen. Tatsächlich schafft Eddie, die Schanze zu meistern und nimmt an einem Seniorenspringen teil, da ein gültiger Versuch von der 70-Meter-Schanze in einem Wettbewerb Zugangsvoraussetzung zur Teilnahme an den Olympischen Spielen ist. Seine Weite von 34 Metern reicht tatsächlich aus.
Dustin Target vom Olympischen Komitee hat jedoch die Qualifikationsnorm auf 61 Meter erhöhen lassen, da er hofft, dass Eddie diese Weite niemals schaffen wird. So will er verhindern, dass dieser an den Olympischen Spielen teilnehmen und den britischen Wintersport lächerlich machen könnte. Um doch noch zu den Olympischen Spielen 1988 in Calgary fahren zu können, nimmt er an einem Springen in Oberstdorf teil. Im Training erreicht er tatsächlich 61 Meter, und obwohl der eigentliche Wertungssprung ungültig ist, reicht es für seine Teilnahme an den Olympischen Spielen. Bronson Peary erkennt, dass Eddie tatsächlich ein talentierter und ehrgeiziger Springer ist, und will ihn für die Winterspiele trainieren. Da Edwards aber gar nicht darauf aus ist, tatsächlich um die Medaillenränge kämpfen zu können, zerstreiten die beiden sich, da Peary nicht verstehen will, dass Eddie gar nicht zu den Top-Athleten gehören will.
Die anderen Athleten im Team machen sich über ihn lustig. Nachdem sie ihn unter einem Vorwand dazu gebracht haben, Alkohol zu trinken, verschläft Eddie die Eröffnungsfeier. 
Trotz der widrigen Umstände lässt er sich nicht kleinkriegen und springt von der 70-Meter-Schanze. Er wird abgeschlagen Letzter. Da seine Weite von 60,5 Metern aber immerhin den britischen Olympiarekord bedeutet, freut er sich wahnsinnig über den Sprung. Vor laufenden Kameras wedelt er mit den Armen wie ein Adler. Das Publikum lässt sich von diesem Eifer anstecken und feiert ihn, die Presse verleiht ihm den Spitznamen „Eddie the Eagle“.
Im Team nimmt man ihn auch weiterhin nicht ernst. Dustin Target sorgt dafür, dass Eddie nicht einmal beim Abendessen der britischen Athleten teilnehmen darf. Nachdem er mit Bronson Peary telefoniert hat und ihm erklärt wird, dass man nicht seine Leistungen feiere, sondern nur sein sympathisches Auftreten, entschließt Eddie sich, auch am Wettbewerb von der 90-Meter-Schanze teilzunehmen, die die Königsdisziplin des Skispringens darstellt. Peary sieht ein, dass Eddie tatsächlich den olympischen Gedanken („Dabeisein ist Alles!“) verkörpert, und reist nach Calgary, um ihn weiter zu trainieren.
Auf dem Weg zur Schanze erhält Eddie Zuspruch vom Goldmedaillengewinner Matti Nykänen. Nykänen ist zwar der beste Springer der Welt, ist aber unzufrieden mit seiner Leistung. Er belehrt Edwards, dass es nicht darum gehe, der Beste zu sein, sondern stets seine beste Leistung zu zeigen. Eddie schafft mit 71,5 Metern eine neue persönliche Bestleistung und erneut den britischen Olympiarekord. Der ehemalige Trainer von Peary, Warren Sharp, besucht Peary und Edwards in der Kabine und söhnt sich mit seinem ehemaligen Toptalent aus.
Bei der Abschlusszeremonie der Olympischen Spiele wird Eddie frenetisch gefeiert. Bei seiner Ankunft am Flughafen in England erwarten ihn neben einer riesigen Menge Fans auch seine Eltern, und Eddies Vater erklärt ihm, wie stolz er auf seinen Sohn sei.

## Hintergrund

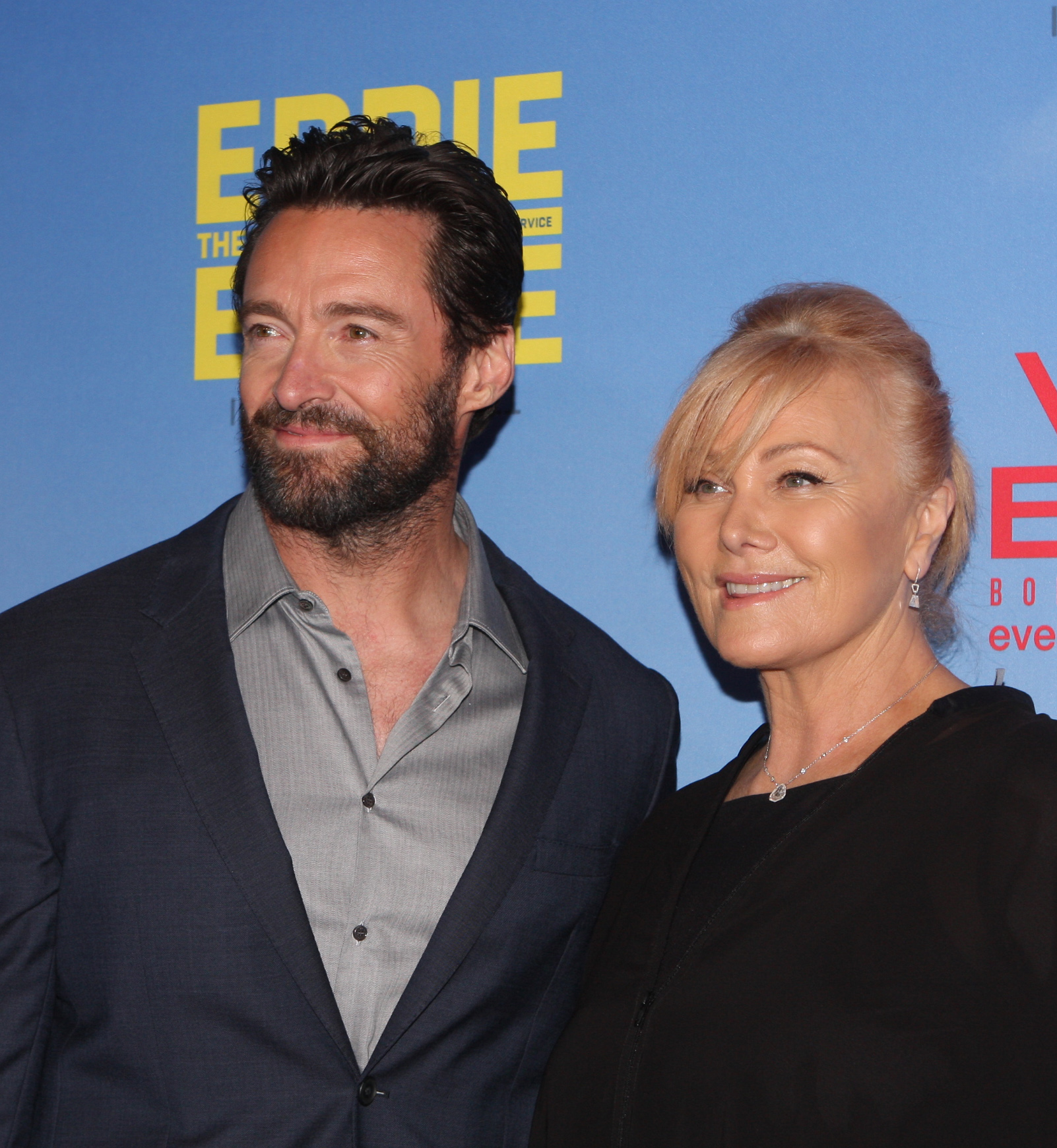
Hugh Jackman in Begleitung seiner Ehefrau, der Schauspielerin Deborra-Lee Furness, bei der Premiere des Films in Australien

Die Filmproduktion basiert lose auf der Geschichte von Michael Edwards, dem ersten britischen Skispringer bei Olympischen Winterspielen. Er ging bei den Olympischen Winterspielen 1988 in Calgary an den Start und wurde in zwei Wettbewerben Letzter, entwickelte sich aber zum Publikumsliebling.
Produziert wurde der Film von Marv Films, Saville Productions, dem Studio Babelsberg und TSG Entertainment. 20th Century Fox und Lionsgate UK sind für den Verleih zuständig.
Die Dreharbeiten fanden vom 6. März bis 3. Mai 2015 hauptsächlich im bayerischen Oberstdorf, Garmisch-Partenkirchen und Seefeld in Tirol statt. Weitere Aufnahmen entstanden in den Ateliers der Filmstudios Pinewood Studios in London und Studio Babelsberg in Potsdam. 
Das für die Dreharbeiten in Deutschland zuständige und als Koproduzent fungierende Studio Babelsberg organisierte für die Dreharbeiten in Bayern ca. 500 Komparsen.
Der Film feierte am 26. Januar 2016 beim Sundance Film Festival seine Weltpremiere, kam am 26. Februar 2016 in die US-amerikanischen und am 31. März 2016 in die deutschen Kinos.

## Rezeption
Von der Deutschen Film- und Medienbewertung wurde Eddie the Eagle – Alles ist möglich mit dem Prädikat wertvoll versehen. In der Begründung heißt es: „Der Film propagiert die gängige Leistungsethik: immer das Beste geben, egal ob man gewinnt. Letztlich zählt nicht der Sieg, sondern lediglich der Wille, mit dem man sich dem Wettbewerb stellt. Das gesamte Drehbuch ordnet sich dieser Aussage der 'olympischen Idee' unter, womit es alle Erwartungen befriedigend erfüllt.“
Michael Edwards selbst sagte, dass seine Darstellung durch Taron Egerton ihm zwar „unheimlich ähnlich“ sei, aber nur „etwa fünf Prozent“ des im Film Gezeigten der historischen Wirklichkeit entspreche.

## Sonstiges
- Eine historische Ungenauigkeit des Films besteht darin, dass die Springer im V-Stil springen, obwohl sich dieser erst nach Calgary in der Saison 1989/90 verbreitete. Bis dahin galt es, die Ski parallel zu halten.
- Ebenfalls sind mehrheitlich Schanzen zu sehen, die wesentlich neuer sind als dies der Zeit entspricht, in der der Film spielt.
- Die Szenen zu den Olympischen Skisprung-Wettbewerben von Calgary wurden im Skisprungstadion am Schattenberg in Oberstdorf gedreht.
- Die Anlage in Oberstdorf ist außerdem in einer kurzen Szene als Seefeld zu sehen. Die in Oberstdorf spielenden Szenen, während derer sich Eddie für die Olympischen Spiele qualifiziert, wurden dagegen in Seefeld gedreht.